# 约翰·凯尔
约翰·凯尔（英語：John Cale，1942年3月9日—）是一位出生于英国威尔士的音樂家、作曲家、詞曲創作者、唱片製作人，为美国实验摇滚乐队地下丝绒的创始成员之一。在他超過六十年的職業生涯中，他有過不同音樂類型的工作經驗，橫跨摇滚、Drone、古典音乐、前衛音樂和電子音樂領域。

## 早年生涯
John Cale的父親是Will Cale，是一名煤礦工人；他的母親是Margaret Davies，是一名小學老師。儘管他的父親只會說英文，他的母親卻教他威爾斯語（Welsh English），即便他在小學（約莫七歲）開始學英文，這也阻礙了他和父親的關係。
Cale年輕時曾受過兩個不同的男人的音樂指導：一個是聖公會的牧師，一個是音樂老師。他在安曼福特教會（Ammanford church）彈風琴。BBC紀錄了Cale以阿拉姆·哈恰圖良（Aram Khachaturian）的風格，並以鋼琴黑鍵為主所創作的觸技曲（Toccata）。當Cale十一歲時，他的母親因為乳癌住院。
因為擁有演奏中提琴的天份，Cale在13歲時加入威爾斯國家青年交響樂團（National Youth Orchestra of Wales）。在獲得獎學金的條件下，他在倫敦大學金匠學院鑽研音樂。1964年7月6日，在他大學就讀期間，Cale組織了一個早期的Fluxus音樂會，作為一個新音樂的小型節日。他也參與了短片Police Car的製作，也為發展中的前衛藝術圈譜曲兩首，發表在Fluxus Preview Review（1963年7月）。他指揮了Cage在英國的第一場鋼琴協奏曲，由作曲家兼鋼琴家Michael Garrett擔任獨奏者。1963年，他旅行美國，在阿隆·科普兰（Aaron Copland）的協助與影響下，繼續他的音樂訓練。
抵達紐約之際，John Cale遇見了幾名具影響力的創作者。1963年9月9日，他與約翰·凱吉（John Cage）和其他幾名成員，參與了Erik Satie第一場完整的「Vexations」演出，那是一場長達18小時又40分鐘的鋼琴馬拉松。那場表演之後，Cale在電視競猜節目《我有個秘密》（I've Got a Secret）裡現身。Cale和Karl Schenzer一起出現在節目裡。Cale的秘密是，他曾參與一場長達18小時的演出，而Karl的秘密是，他是那場演出裡，唯一一位重頭到尾都在現場的聽眾。
Cale也在拉蒙特·扬（La Monte Young）的Theatre of Eternal Music樂團演出。他在那裡的演奏，深深影響了他在下一個樂團地下絲絨（The Velvet Underground）的作品風格。地下絲絨的吉他手Sterling Morrison是這些音樂作品的合作者之一。2001年時，Cale早期的實驗作品集合成三張專輯發行了。